# عمرو بن مرة الجملي
عمرو بن مرة الجملي (المتوفي سنة 116 هـ أو 118 هـ) تابعي كوفي، وأحد رواة الحديث النبوي.

## سيرته
يعد أبو عبد الله عمرو بن مرة بن عبد الله بن طارق بن الحارث الجملي أحد تابعي أهل الكوفة، وهو من بنو جمل بن كنانة أحد بطون قبيلة مراد. كان عمرو بن مرة ضريرًا، وكان من أعلام التابعين، وقد أثنى شعبة بن الحجاج على عبادته فقال: 
«ما رأيت عمرو بن مرة في صلاة، إلا ظننت أنه لا ينصرف حتى يستجاب له»، كما كان القاضي مسعر بن كدام لا يفضل عليه أحدًا بالكوفة.
توفي عمرو بن مرة سنة 116 هـ، وقيل سنة 118 هـ.

## روايته للحديث النبوي
- روى عن: عبد الله بن أبي أوفى وأبي وائل وسعيد بن المسيب وعبد الرحمن بن أبي ليلى وعمرو بن ميمون ومرة الطيب وخيثمة بن عبد الرحمن وسعيد بن جبير وهلال بن يساف وأبي عبيدة بن عبد الله بن مسعود ويوسف بن ماهك المكي وأبي البختري الطائي وإبراهيم بن يزيد النخعي وأبي عمر زاذان وسالم بن أبي الجعد وعبد الله بن سلمة وأبي الضحى مسلم بن صبيح ومصعب بن سعد بن أبي وقاص وأبي بردة بن أبي موسى الأشعري[1] والحسن بن مسلم بن يناق وسالم الأفطس وسعد بن عبيدة وطلق بن حبيب العنزي وعاصم العنزي وعبد الله بن الحارث النجراني وعبد الله بن عمرو مولى الحسن بن علي وعبد الرحمن بن سابط الجمحي وعلقمة بن وائل بن حجر الحضرمي وعون بن عبد الله بن عتبة ويحيى بن الجزار وأبي حمزة مولى الأنصار.[4]
- روى عنه: أبو إسحاق السبيعي وسليمان بن مهران الأعمش وإدريس بن يزيد الأودي والعوام بن حوشب ومنصور بن المعتمر وأبو خالد الدالاني وحصين بن عبد الرحمن السلمي وزيد بن أبي أنيسة وشعبة بن الحجاج وسفيان الثوري وقيس بن الربيع ومسعر بن كدام[1] وأبو سنان سعيد بن سنان الشيباني وابنه عبد الله بن عمرو بن مرة وعبد الرحمن بن عبد الله المسعودي وعبد الرحمن الأوزاعي وعمرو بن قيس الملائي والعلاء بن المسيب ومحمد بن عبد الله المرادي ومحمد بن عبد الرحمن بن أبي ليلى.[4]
- الجرح والتعديل: قال علي بن المديني عن عمرو بن مرة: «له نحو مائتي حديث»،[1][4] وقال الأعمش: «كان مأمونًا على ما عنده»، وقال شعبة: «ما رأيت أحدًا من أصحاب الحديث إلا يدلس إلا عمرو بن مرة وابن عون»، وقال مسعر: «كان عمرو بن مرة من معادن الصدق»، وقال عبد الرحمن بن مهدي: «حفاظ الكوفة أربعة عمرو بن مرة ومنصور وسلمة بن كهيل وأبو حصين»، وقال أبو حاتم: «صدوق، ثقة، كان يرى الإرجاء»، وقد زكّاه أحمد بن حنبل، ووثّقه يحيى بن معين،[1][3] كما روى له الجماعة.[3]